# Semidalis pseudouncinata
Semidalis pseudouncinata är en insektsart som beskrevs av Meinander 1963. Semidalis pseudouncinata ingår i släktet Semidalis och familjen vaxsländor. Inga underarter finns listade i Catalogue of Life.